# Élections professionnelles dans les industries électriques et gazières
Les élections professionnelles en France permettent d'élire à bulletins secrets les délégués du personnel et les membres des comités d'entreprise, dans le secteur privé.
Dans la branche professionnelle des industries électriques et gazières (IEG), la périodicité de ces élections a été fixée à trois ans par décret en Conseil d'Etat : Décret n°2007-548 du 11 avril 2007. 
Ce décret n'a pas été recodifié dans le "nouveau" Code du travail. Ce décret fixe notamment la durée des mandats à 3 ans  des élus DP, CE et CHSCT. Il fixe également 2 principes uniques en France : Les élections ont lieu à la même date pour l’ensemble des entreprises de la Branche électriques et gazières. Si, pour quelque cause que ce soit, certains élus le sont à une autre date que celle du renouvellement "triennal", leur mandat prend fin lors du renouvellement général qui suit." 
Les dernières élections se sont tenues le 24 novembre 2016 (1er tour), selon l'accord de branche signé le 18 mai 2015 par cinq fédérations syndicales.

## Résultats des élections professionnelles dans les IEG

### Résultats globaux de la branche des IEG
Répartition des voix
On notera le recul continu et significatif de la CGT, qui perd la majorité absolue en 2010 qu'elle détenait depuis 1946. La CFE-CGC quant à elle fait une percée qui a beaucoup surpris, en passant de la 4e place à la 3e place en 2010, puis la 2e place en 2013 aux dépens de la CFDT qui l'était depuis 1964 (1946 si on tient compte de son histoire). La CFTC continue sa perte d'influence pour tomber à moins de 2% en 2013. Depuis 2010 et la loi de 2008, d'autres OS peuvent se présenter. SUD a su obtenir de premiers résultats en 2010, mais ne les a pas du tout concrétisés en 2013. Le STC (Corse) et UGTG (Guadeloupe) ont des scores limités à leurs zones géographiques. L'UNSA et la CAT ont présenté des listes pour la première fois en 2013. La CAT a un résultat à peine visible. L'UNSA a présenté des listes uniquement dans le 1er collège dans un nombre restreint, mais obtient quelques élus. Elle a également des élus au titre de son alliance catégorielle dans les 2e et 3e collège avec la CFE-CGC. Les résultats de 2013 ne tiennent pas compte de quelques élections différées pour diverses raisons (ENEL en janvier 2014, centrales d'Albioma des DOM "courant" 2014, Gaz Opale en avril 2014, toutes des entreprises inférieures à 60 salariés).
| Année                             | CGT                              | CFDT                             | CFE-CGC                                                            | FO                               | CFTC                           | Autres                                                                 |
| --------------------------------- | -------------------------------- | -------------------------------- | ------------------------------------------------------------------ | -------------------------------- | ------------------------------ | ---------------------------------------------------------------------- |
| 2016 (écart / 2013) nombre sièges | 42287 soit 40,11%                | 20128 soit 19.09%                | 24892 soit 23.61%(28.39% sur les collèges qu'elle représente)      | 4576 soit 13.83%                 | 1006 soit 0.95%                | 2542 soit 2.41%                                                        |
| 2013 (écart / 2010) nombre sièges | 45 026 soit 41,95% (%) ? sièges  | 20 773 soit 19,36% (%) ? sièges  | 21 983 soit 20,48% (24,76% sur les 2e et 3e collèges) (%) ? sièges | 15 120 soit 14,09% (%) ? sièges  | 1 913 soit 1,78% (%) ? sièges  | 2 510 soit 2,34% (%) ? sièges SUD, STC, UGTG, UNSA (1er collège), CAT. |
| 2010 (écart / 2007) nombre sièges | 51 351 soit 46,23 % (%) ? sièges | 21 623 soit 19,47 % (%) ? sièges | 17 742 soit 19,60 % (%) ? sièges                                   | 14 835 soit 13,36 % (%) ? sièges | 2 836 soit 2,56 % (%) ? sièges | 2 683 soit 2,42 % (sans objet) ? sièges                                |
| 2007 (écart / 2003) nombre sièges | 46 706 soit 50,15 % (%) ? sièges | 17 528 soit 18,82 % (%) ? sièges | 12 151 soit 13,05 % (%) ? sièges                                   | 13 098 soit 14,06 % (%) ? sièges | 2 818 soit 3,03 % (%) ? sièges | Néant                                                                  |
| 2003 (écart / 2000) nombre sièges | ? soit 52,49 % (%) ? sièges      | ? soit 19,11 % (%) ? sièges      | ? soit 8,59 % (%) ? sièges                                         | ? soit 15,87 % (%) ? sièges      | ? soit 3,15 % (%) ? sièges     | Néant                                                                  |
| 2000 (écart / 2000) nombre sièges | ? soit 52,60 % (%) ? sièges      | ? soit 23,14 % (%) ? sièges      | ? soit 6,52 % (%) ? sièges                                         | ? soit 14,26 % (%) ? sièges      | ? soit 3,22 % (%) ? sièges     | Néant                                                                  |
| 1997 (écart / 2000) nombre sièges | ? soit 53,17 % (%) ? sièges      | ? soit 23,79 % (%) ? sièges      | ? soit 5,65 % (%) ? sièges                                         | ? soit 13,87 % (%) ? sièges      | ? soit 3,37 % (%) ? sièges     | Néant                                                                  |

Participation
2016 : Inscrits : 144 208 -- Votants : 109985 (76,27%) - Blancs et nuls : 4554 - Exprimés : 105431
2013 : Inscrits : 149 889 -- Votants : 111 907 (74,66%) - Blancs et nuls : 4583 - Exprimés : 107 324
2010 : Inscrits : 142 589 -- Votants : 115 182 (80,78 %) -- Blancs et nuls : 4 112 -- Exprimés : 111 070

2007 : Inscrits : 125 519 -- Votants :  96 789 (77,10 %) -- Blancs et nuls : 3 663 -- Exprimés : 93 126

2003 : non connu.
2000 : non connu.
1997 : non connu.